# Maqluba

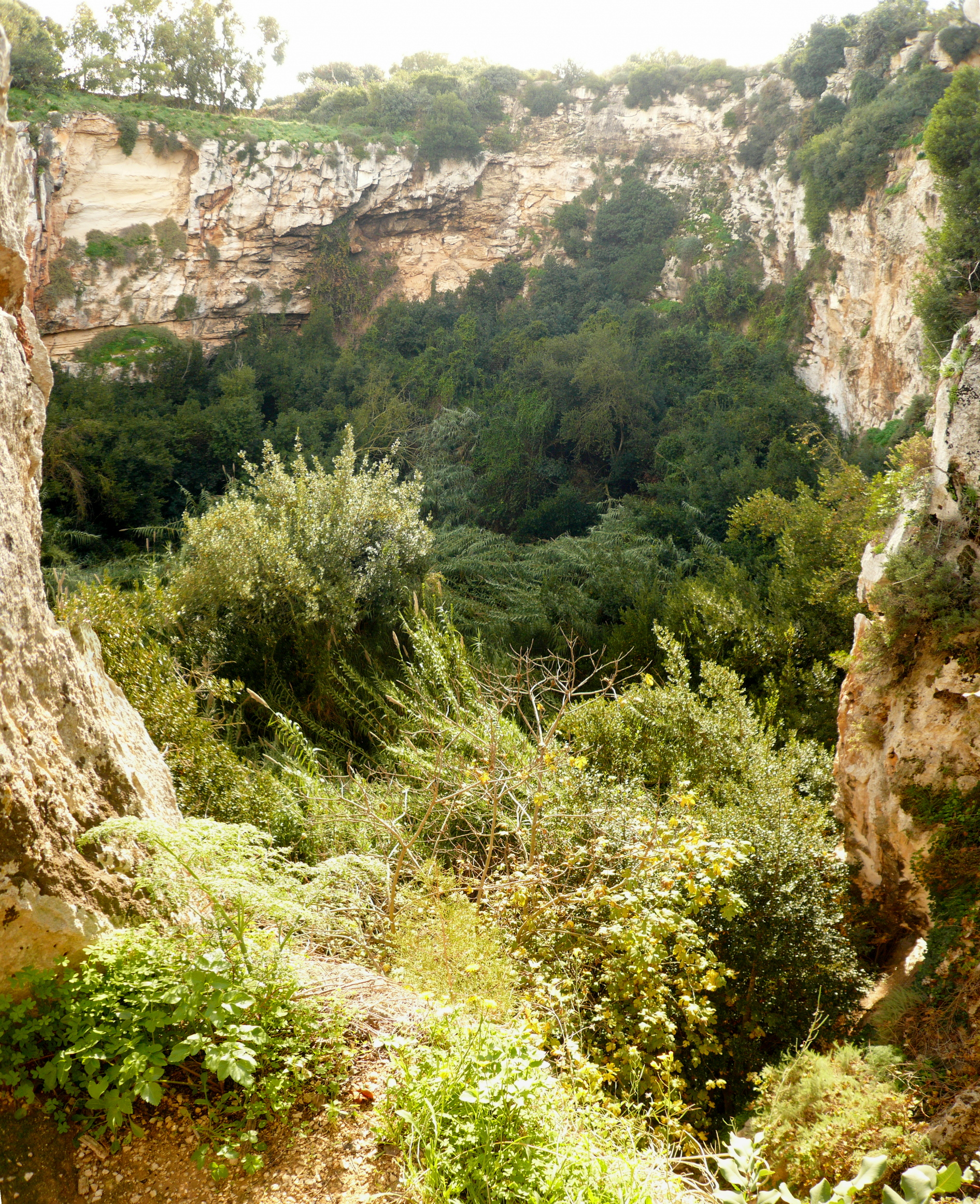
Die Vertiefung il-Maqluba

Il-Maqluba (maltesisch maqluba ‚umgestürzt‘) ist eine Doline in der maltesischen Gemeinde Qrendi.

## Beschreibung
Il-Maqluba ist ein Einbruchkrater mit einer Tiefe von etwa 15 Meter unter dem Oberflächenhorizont. Er umfasst eine Fläche von ca. 6000 m² und hat einen Durchmesser von 294 Meter. Der Umfang ist elliptisch mit einem Unterschied beider Achsen von etwa 36 Meter. Der maximale Höhenunterschied zwischen den Rändern der Doline beträgt 4 Meter.
Während die meisten anderen Dolinen auf den maltesischen Inseln entweder durch Sedimente verfüllt sind oder unter der Meeresoberfläche liegen (wie etwa die Dwejra Bay), zeigt sich Il-Maqluba mit ihren steilen Wänden als eine der wenigen offenen Dolinen des Archipels.

## Geologie
Der Oberflächenhorizont der maltesischen Inseln besteht im Wesentlichen aus oligozänen und miozänen globigerinen Kalksteinen (maltesisch Qawwi ta’ Fuq). Wegen der guten Löslichkeit des Carbonats ist Kalkstein ein für chemische Verwitterung sehr anfälliges Gestein. Daher bilden sich im Kalkstein häufig oberflächennahe Höhlen. Bricht deren Decke ein, entsteht eine Erdfalldoline. Der in der Gegend von Qrendi anstehende „weiche“ Kalkstein, dort tas-sekonda genannt, erodiert besonders leicht. Ähnliche dolinenartige Formationen finden sich als Dwejra Bay und Dwejra North Bay vor der nahegelegenen Küste.

## Geschichte
Il-Maqluba entstand, zeitgenössischen Berichten zufolge, am 14. November 1343 während eines heftigen Gewittersturms, zu dem möglicherweise ein Erdbeben hinzukam, das allerdings seine Ursache auch im Einsturz gehabt haben könnte. Obwohl das Datum naturwissenschaftlich nicht exakt festgestellt werden kann, deuten viele Anhaltspunkte auf einen Einsturz in der frühen Neuzeit hin. In einer der schroff abfallenden, gezackten Wände der Doline befinden sich die Überreste einer Zisterne, die durch den Einsturz zerstört wurde. Sie besteht aus gebranntem Ton und ist mit einer braunen Substanz beschichtet, die als porcellana (maltesisch deffun) vor der Erfindung des Zements Verwendung zur wasserdichten Versiegelung von Gefäßen unter der Erde fand. Erhalten geblieben ist etwa ein Sechstel des Behältnisses, der Rest könnte noch unter dem Schutt des Einbruchs auf dem Grund der Doline verborgen sein.

## Flora und Fauna
Im witterungsgeschützten Raum der Maqluba hat sich ein eigenes Mikrohabitat entwickelt. So wurde es im 16. und 17. Jahrhundert als Weinbaugebiet genutzt, wie es Giovanni Francesco Abela, einer der ersten Schriftsteller, der die maltesischen Inseln behandelt, folgendermaßen beschreibt:

„Die Maqluba, das heißt „Die Umgestürzte“, ist eine gewaltige Grube, und ihre Tiefe ist so groß, dass Männer an ihrem Boden Zwergen gleichen. Vor etwa 60 Jahren wurde dort ein Weingarten angepflanzt und aufgrund der Fruchtbarkeit des Bodens gedeihen die Reben und bringen sehr süße und köstliche Früchte hervor. Es ist sehr schwierig, sowohl die steilen Seiten hinunter als auch die steilen Seiten hinauf zu klettern, doch die Weingärtner selbst, die sich darauf verstehen, jene für diese Zwecke geschnittenen Löcher als Fuß- und Handgriffe zu verwenden, machen sich auf den Weg, und kehren reich beladen mit Früchten zurück.“

Heute (21. Jahrhundert) beherbergt die Maqluba einen dichten Maquis, bestehend aus Lorbeer, dem maltesischen Nationalbaum, dem Sandarakbaum, Johannisbrotbäumen und Weißdorn. In den Zweigen brütet der maltesische Nationalvogel, die Blaumerle.
Das Gebiet der Maqluba wurde 2009 zum Naturschutzgebiet erklärt.